# Centre Georges Pompidou
Pompidou-centeret for kunst og kultur (fransk: Centre national d'art et de culture Georges-Pompidou) er en kunstinstitution og et berømt bygningsværk i Paris, opkaldt efter tidligere præsident Georges Pompidou.
Byggeriet er tegnet af arkitekterne Renzo Piano og Richard Rogers, og stod færdigt i 1977. Arkitekterne ville bryde radikalt med det indelukkede præg som traditionelle kunstinstitutioner ofte har. De løste opgaven ved at sløjfe facadeklædning og lægge bærende konstruktioner og tekniske installationer åbent udenpå facaden. Ventilationsanlægget er malet blåt, vandrør er grønne, elevatorer er røde og elektriske kabler gule.
Byggeriet vakte stærke reaktioner da det blev rejst – nogle karakteriserede det som «et olieeraffinaderi midt i centrum»[kilde mangler] – men i årenes løb har kritikken stilnet af.
De tre nederste etager rummer et offentligt bibliotek med en særlig stor samling af periodika, plader og film. Musée National d'Art Moderne holder til i fjerde og femte etage, og i topetagen er der skiftende udstillinger. Forskningsinstituttet for musik og lyd (IRCAM), i nabobygningen er organisatorisk knyttet til centret.

## Eksterne kilder og henvisninger
- Wikimedia Commons har flere filer relateret til Centre Georges Pompidou
- Pompidou-centerets officielle hjemmeside (fransk)

48°51′38″N 2°21′08″Ø / 48.860642°N 2.352245°Ø